# NGC 3229
NGC 3229 é um sistema estelar triplo na direção da constelação de Sextans. O objeto foi descoberto pelo astrônomo Sydney Coolidge em 1859, usando um telescópio refrator com abertura de 15 polegadas. 